# Liste des évêques puis archevêques de Québec
Pour un article plus général, voir Archidiocèse de Québec.
L'archevêque de Québec est le chef religieux de l'archidiocèse de Québec.

## Liste des évêques[1]
| #   | Portrait | Blason | Nom                                                      | Début              | Fin                | Durée                      | Notes |
| --- | -------- | ------ | -------------------------------------------------------- | ------------------ | ------------------ | -------------------------- | --- |
| 1er |          |        | François de Laval                                        | 11 avril 1658      | 24 janvier 1688    | 29 ans, 9 mois et 13 jours | Gouverneur de la Nouvelle-France en 1663 et en 1682 à titre intérimaire. D'abord vicaire apostolique de la Nouvelle-France. Canonisé par le pape François en 2014.         |
| 2e  |          |        | Jean-Baptiste de La Croix de Chevrières de Saint-Vallier | 7 juillet 1687     | 26 décembre 1727   | 40 ans, 5 mois et 19 jours | Évêque ayant eu le plus long mandat. Fondateur de l'Hôpital général de Québec et des Ursulines de Trois-Rivières.                                                          |
| 3e  |          |        | Louis-François Duplessis de Mornay                       | 26 décembre 1727   | 12 septembre 1733  | 5 ans, 8 mois et 17 jours  | |
| 4e  |          |        | Pierre-Herman Dosquet                                    | 12 septembre 1733  | 25 juin 1739       | 5 ans, 9 mois et 13 jours  | |
| 5e  |          |        | François-Louis de Pourroy de Lauberivière                | 20 juillet 1739    | 20 août 1740       | 1 an et 1 mois             | |
| 6e  |          |        | Henri-Marie du Breil de Pontbriand                       | 6 mars 1741        | 8 juin 1760        | 19 ans, 3 mois et 2 jours  | |
| 7e  |          |        | Jean-Olivier Briand                                      | 21 janvier 1766    | 29 novembre 1784   | 18 ans, 10 mois et 8 jours | Premier évêque sous le régime britannique, il est ordonné évêque en secret. Le gouvernement britannique le reconnaît comme « surintendant de l'Église Romaine du Canada ». |
| 8e  |          |        | Louis-Philippe Mariauchau d'Esgly                        | 29 novembre 1784   | 4 juin 1788        | 3 ans, 6 mois et 6 jours   | |
| 9e  |          |        | Jean-François Hubert                                     | 4 juin 1788        | 1er septembre 1797 | 9 ans, 2 mois et 28 jours  | |
| 10e |          |        | Pierre Denaut                                            | 1er septembre 1797 | 17 janvier 1806    | 8 ans, 4 mois et 16 jours  | |

## Liste des archevêques
| #   | Portrait | Blason | Nom                            | Début            | Fin              | Durée                            | Notes                                                                                    |
| --- | -------- | ------ | ------------------------------ | ---------------- | ---------------- | -------------------------------- | ---------------------------------------------------------------------------------------- |
| 11e |          |        | Joseph-Octave Plessis          | 17 janvier 1806  | 4 décembre 1825  | 19 ans, 10 mois et 17 jours      | Premier archevêque et premier évêque catholique reconnu par le gouvernement britannique. |
| 12e |          |        | Bernard-Claude Panet           | 4 décembre 1825  | 14 février 1833  | 7 ans, 2 mois et 10 jours        |                                                                                          |
| 13e |          |        | Joseph Signay                  | 14 février 1833  | 3 octobre 1850   | 17 ans, 7 mois et 19 jours       | Premier archevêque métropolitain. Il fait construire le palais archiépiscopal de Québec. |
| 14e |          |        | Pierre-Flavien Turgeon         | 3 octobre 1850   | 25 août 1867     | 16 ans, 10 mois et 22 jours      |                                                                                          |
| 15e |          |        | Charles-François Baillargeon   | 25 août 1867     | 13 octobre 1870  | 3 ans, 1 mois et 18 jours        | Comte romain.                                                                            |
| 16e |          |        | Elzéar-Alexandre Taschereau    | 24 décembre 1870 | 12 avril 1898    | 27 ans, 3 mois et 19 jours       | Fait cardinal par Léon XIII en 1886.                                                     |
| 17e |          |        | Louis-Nazaire Bégin            | 12 avril 1898    | 19 juillet 1925  | 27 ans, 3 mois et 7 jours        | Fait cardinal par Pie X en 1914.                                                         |
| 18e |          |        | Paul-Eugène Roy                | 19 juillet 1925  | 20 février 1926  | 7 mois et 1 jour                 |                                                                                          |
| 19e |          |        | Raymond-Marie Rouleau          | 9 juillet 1926   | 31 mai 1931      | 4 ans, 10 mois et 22 jours       | Fait cardinal par Pie XI en 1927.                                                        |
| 20e |          |        | Jean-Marie-Rodrigue Villeneuve | 11 décembre 1931 | 17 janvier 1947  | 15 ans, 1 mois et 6 jours        | Fait cardinal par Pie XI en 1933.                                                        |
| 21e |          |        | Maurice Roy                    | 2 juin 1947      | 20 mars 1981     | 33 ans, 9 mois et 18 jours       | Premier Primat du Canada. Fait cardinal par Paul VI en 1965.                             |
| 22e |          |        | Louis-Albert Vachon            | 20 mars 1981     | 17 mars 1990     | 8 ans, 11 mois et 25 jours       | Fait cardinal par Jean-Paul II en 1985.                                                  |
| 23e |          |        | Maurice Couture                | 17 mars 1990     | 15 novembre 2002 | 12 ans, 7 mois et 29 jours       |                                                                                          |
| 24e |          |        | Marc Ouellet                   | 15 novembre 2002 | 30 juin 2010     | 7 ans, 7 mois et 15 jours        | Fait cardinal par Jean-Paul II en 2001. Auparavant archevêque titulaire d'Acropolis (de) |
| 25e |          |        | Gérald Cyprien Lacroix         | 22 février 2011  | en cours         | depuis 14 ans, 5 mois et 7 jours | Fait cardinal par François en 2014.                                                      |

## Évêques coadjuteurs ou auxiliaires
| Nom                          | Dates                        |
| ---------------------------- | ---------------------------- |
| Charles-François Baillargeon | 12 avril 1855 - 25 août 1867 |

| Nom                                | Dates                                  |
| ---------------------------------- | -------------------------------------- |
| Louis-François Duplessis de Mornay | 26 février 1714 - 26 décembre 1727     |
| Pierre-Herman Dosquet              | 24 juillet 1730 - 12 septembre 1733    |
| Louis-Philippe Mariauchau d'Esgly  | 22 janvier 1772 - 29 novembre 1784     |
| Jean-François Hubert               | 14 juin 1785 - 4 juin 1788             |
| Charles-François Bailly de Messein | 26 septembre 1788 - 20 mai 1794        |
| Pierre Denaut                      | 30 septembre 1794 - 1er septembre 1797 |
| Joseph-Octave Plessis              | 26 avril 1800 - 17 janvier 1806        |
| Bernard-Claude Panet               | 12 août 1806 - 4 décembre 1825         |
| Charles-François Baillargeon       | 1er juin 1822 - 25 août 1867           |
| Joseph Signay                      | 15 décembre 1826 - 14 février 1833     |
| Pierre-Flavien Turgeon             | 28 février 1834 - 3 octobre 1850       |
| Louis-Nazaire Bégin                | 22 mars 1892 - 12 avril 1898           |

| Nom                           | Dates                               |
| ----------------------------- | ----------------------------------- |
| Pierre-Herman Dosquet         | 26 novembre 1727 - 24 juillet 1730  |
| Angus Bernard MacEachern      | 12 janvier 1819 - 11 août 1829      |
| Jean-Jacques Lartigue         | 1er février 1820 - 13 mai 1836      |
| Joseph Norbert Provencher     | 1er février 1820 - 16 avril 1844    |
| Paul-Eugène Roy               | 8 avril 1908 - 1er juin 1920        |
| Joseph-Alfred Langlois        | 14 juillet 1924 - 10 juillet 1926   |
| Joseph-Omer Plante            | 23 juin 1927 - 5 avril 1948         |
| Georges-Léon Pelletier        | 5 décembre 1942 - 26 juillet 1947   |
| Charles-Omer Garant           | 24 avril 1948 - 21 octobre 1962     |
| Lionel Audet (de)             | 28 février 1952 - 26 mars 1983      |
| Laurent Noël                  | 25 juin 1963 - 8 novembre 1975      |
| Louis-Albert Vachon           | 4 avril 1977 - 20 mars 1981         |
| Jean-Paul Labrie              | 4 avril 1977 - 19 mai 1995          |
| Maurice Couture               | 17 juillet 1982 - 1er décembre 1988 |
| Marc Leclerc (de)             | 17 juillet 1982 - 30 juin 1998      |
| Joseph Paul Pierre Morissette | 27 février 1987 - 17 mars 1990      |
| Clément Fecteau               | 17 juin 1989 - 10 mai 1996          |
| Eugène Tremblay               | 3 novembre 1994 - 3 mai 2004        |
| Jean-Pierre Blais             | 3 novembre 1994 - 12 décembre 2008  |
| Jean Gagnon                   | 4 décembre 1998 - 15 novembre 2002  |
| Pierre-André Fournier         | 11 février 2005 - 3 juillet 2008    |
| Gilles Lemay                  | 11 février 2005 - 22 février 2011   |
| Gérald Cyprien Lacroix        | 7 avril 2009 - 22 février 2011      |
| Paul Lortie                   | 7 avril 2009 - 2 février 2012       |
| Denis Grondin                 | 12 décembre 2011 - 4 mai 2015       |
| Gaétan Proulx                 | 12 décembre 2011 - 3 juillet 2016   |
| Louis Corriveau               | 25 octobre 2016 - 21 mai 2019       |
| Martin Laliberté              | 25 novembre 2019 - 14 mars 2022     |
| Marc Pelchat (de)             | 25 octobre 2016 - 11 juin 2025      |
| Juan Carlos Londoño (de)      | Depuis le 12 décembre 2023          |
| Jean Tailleur (de)            | Depuis le 12 décembre 2024          |